# Stazione di Ercolano Scavi
La stazione di Ercolano Scavi Vesuvio è una stazione della ferrovia Circumvesuviana, sita nel comune di Ercolano.
Si trova sulle linee ferroviarie Napoli-Pompei-Poggiomarino e Napoli-Torre Annunziata-Sorrento.

## Storia
La stazione fu inaugurata nel 1904, ma la fermata attuale dista circa duecento metri da quella originaria, posta in prossimità della Basilica di Santa Maria a Pugliano.
Nel 2023 l'EAV ha avviato lavori di riqualificazione e ammodernamento dell'impianto nell'ambito del programma di interventi "Smart Stations".
La denominazione "Scavi", poi la successiva "Vesuvio", furono aggiunte in considerazione della vicinanza al parco archeologico di Ercolano e al Parco Nazionale del Vesuvio.
La stazione ha una certa rilevanza per il comune di Ercolano, servito complessivamente da due fermate della Circumvesuviana ed attraversato dalla ferrovia Napoli-Salerno di RFI, pur non disponendo in tal caso di una stazione sul proprio territorio comunale.

## Strutture e impianti
Il fabbricato viaggiatori è su due livelli: al piano inferiore vi è la biglietteria, mentre il piano superiore ospita una piccola sala d'attesa in corrispondenza dell'accesso al binario in direzione Napoli. L'accesso alla seconda banchina (in direzione Sorrento/Poggiomarino) è garantito mediante un sottopassaggio.
Il fascio binari è composto da tre passanti e da un quarto binario, tronco.

## Movimento
Nella stazione fermano tutti i treni per Napoli, Poggiomarino e Sorrento, oltre ai treni limitati a Torre Annunziata.
Ercolano Scavi Vesuvio rientra anche tra le tappe del "Campania Express", un treno veloce che collega Napoli a Sorrento, prevedendo fermate intermedie unicamente nelle principali mete turistiche e archeologiche.

## Servizi
La stazione dispone di:
- Biglietteria
- Servizi igienici